# The Soft Machine (Ozark Henry)
The Soft Machine is het vijfde studioalbum van Ozark Henry (Piet Goddaer). Het album heeft dezelfde releasedatum als Birthmarks, vijf jaar eerder. Voor de releasedatum waren er in België al 26.000 van verkocht, waardoor het al een gouden plaat was voordat het in de platenwinkel lag. Dit is Goddaers eerste album dat op nummer 1 in de Ultratop stond en 52 weken daarin terug te vinden was. In Nederland kwam het album niet verder dan positie 39. Het album stond in Nederland 4 weken in de lijst.
De tracks These Days en Weekenders werden singles. These Days behaalde de 20ste positie in de Ultratop. Weekenders werd speciaal voor de film Crusade In Jeans gecomponeerd.

## Titel
De titel van het album heeft een wetenschappelijke inslag. Een concept van de mens als mechanische machine gedetermineerd door middel van DNA. Omdat Goddaer The Soft Machine een menselijk album vond, gaf hij het deze titel.

## Stijl en productie
In 2006 gaf Goddaer tekst en uitleg bij het album op de radiozender Studio Brussel. Het nummer Weekenders is geïnspireerd door zijn verblijf in Brighton in de jaren 90. Piet Goddaer vertelde over de raveparty's en de drugs als GHB die hierbij kwamen kijken. Het album is in 28 dagen opgenomen.
Volgens Piet Goddaer is dit album een afsluitend document. 'Ik had eindelijk een soort van pure schoonheid gevonden waar ik nog steeds geen woorden voor heb. Daarom wil ik die periode duidelijk afsluiten'. Het is een natuurlijke en toegankelijke cd die eigenlijk heel complex is. Eerst wilde Goddaer van The Soft Machine een danceplaat maken en heeft hij plannen gemaakt voor een akoestische plaat. Later kwam hij via het album flesh + blood van Roxy Music om het album te maken wat we nu kennen.
Vergeleken met de voorganger The Sailor Not The Sea wordt het album The Soft Machine gekenmerkt door een toegankelijk karakter. Dit is ook meteen de kritiek die veel recensenten hebben. Goddaer neemt meer afstand van zijn eerdere moeilijkere werken.

## Versies
Het album is in drie uitgaven bekend. Een reguliere versie (cd 1), een limited edition versie (cd1 & 2) en een tour edition (cd 1 & 3) erbij.

## Nummers
| Alle nummers zijn geschreven door Piet Goddaer. CD1 - The Soft Machine 1. "These Days" - 3:32 2. "Christine" - 3:38 3. "We Were Never Alone" - 3:46 4. "Splinter" - 4:18 5. "Play Politics" - 3:28 6. "Weekenders" - 4:03 7. "Echo as Metaphor" - 2:50 8. "Cincinnati" - 3:54 9. "Morpheus" - 3:46 10. "Sun Dance" - 3:37 11. "Le Temps Qui Reste" - 3:37 12. "Jailbird" - 3:56 CD2 - Limited Edition 1. "Hotel de Flandres 01" - (6:45) 2. "Hotel de Flandres 02" - (6:53) 3. "Hotel de Flandres 03" - (6:20) 4. "Tu Manques" - (2:18) 5. "Elektra" - (14:07) | CD3 - Tour Edition - Live At Forest National 1. "Sun Dance [Ruff & Jam Vocal 7"]" - (3:36) 2. "Echo as Metaphor [Live]" - (5:17) 3. "Play Politics [Live]" - (3:58) 4. "Genoa Blue [Live]" - (5:14) 5. "These Days [Live]" - (5:45) 6. "Indian Summer [Live]" - (5:24) 7. "At Sea [Live]" - (7:44) 8. "Give Yourself a Chance with Me [Live]" - (4:32) 9. "La Donna E Mobile [Live]" - (8:56) 10. "Word Up [Live]" - (7:22) 11. "Strange Lit Star [Live]" - (6:23) |  |

## Muzikanten[8]
| - Audrey Riley (cello, elektrische cello) - Dick Descamps (basgitaar) - Didier Deruytter (piano) - Dirk Jans (drums) - Erik Debruyne (drums) | - Leo Caerts Jr. (sampler) - Ludwig Lapauw (altfluit, basfluit, contrabasfluit) - Piet Goddaer (basgitaar, elektronische piano, gitaar, percussie, synthesizer, zang) - Stef Catteeuw (gitaar) - Stephane Galland (drums) |